# Mastema (bướm đêm)
Mastema là một chi bướm đêm thuộc họ Blastobasidae.